# Live Intrusion
Live intrusion es un vídeo de la banda de thrash metal estadounidense Slayer, lanzado en 1995 por American Recordings. Filmado en la Mesa Amphitheater en Mesa, Arizona el 12 de marzo del 1995. El vídeo incluye una versión de la canción "Witching Hour" de Venom, con la participación de Chris Kontos y Robb Flynn de Machine Head.

## Lista de canciones
1. "Raining Blood"
2. "Killing Fields"
3. "War Ensemble"
4. "At Dawn They Sleep"
5. "Divine Intervention"
6. "Dittohead"
7. "Captor of Sin"
8. "213"
9. "South of Heaven"
10. "Sex. Murder. Art."
11. "Mandatory Suicide"
12. "Angel of Death"
13. "Hell Awaits"
14. "Witching Hour"
15. "Chemical Warfare"

## Personal
- Tom Araya - voz, bajo
- Jeff Hanneman - guitarra
- Kerry King - guitarra
- Paul Bostaph - batería

### Músicos adicionales
- Chris Kontos - aparición en "Witching Hour"
- Robb Flynn - aparición en "Witching Hour"

### Producción
- Phil Tuckett - director
- Rick Rubin - productor ejecutivo
- Dexter Gresch - editor
- Thom Panunzio - mezclas
- Wes Benscoter - ilustración portada
- Neil Zlozower - fotografía
- Kevin Estrada - fotografía
- Dirk Walter - diseño